# Colombiers-du-Plessis
Colombiers-du-Plessis – miejscowość i gmina we Francji, w regionie Kraj Loary, w departamencie Mayenne.
Według danych na rok 1990 gminę zamieszkiwało 567 osób, a gęstość zaludnienia wynosiła 26 osób/km² (wśród 1504 gmin Kraju Loary Colombiers-du-Plessis plasuje się na 808. miejscu pod względem liczby ludności, natomiast pod względem powierzchni na miejscu 490.).